# Silver Ezeikpe
Silver Ezeikpe es un deportista nigeriano que compitió en atletismo adaptado. Ganó una medalla de oro en los Juegos Paralímpicos de Atenas 2004 en la prueba de lanzamiento de jabalina (clase F58).

## Palmarés internacional
| Juegos Paralímpicos | Juegos Paralímpicos | Juegos Paralímpicos | Juegos Paralímpicos |
| Año                 | Lugar               | Medalla             | Prueba              |
| ------------------- | ------------------- | ------------------- | ------------------- |
| 2004                | Atenas (Grecia)     | Medalla de oro      | Jabalina F58        |